# Kájagatászati-szutta
A Kájagatászati-szutta (szkt. Kájasmriti; A testet átható éberségről szóló tanítóbeszéd, MN 119) páli buddhista szutta a tudatos jelenlét fejlesztéséről a testen való szemlélődésen keresztül a dhjána elmélyedés szintjének elérése érdekében.

## A páli változat összefoglalása
A Kájagatászati-szutta a testhelyzet éberségének gyakorlatáról szól, "amikor sétál, tudja, hogy sétál. Amikor áll, tudja, hogy áll. Amikor ül, tudja, hogy ül. Amikor lefekszik, tudja, hogy lefekszik." 
A szutta fő témája a test visszataszítóságán történő szemlélődés (paṭikkūlamanasikāra). Ebben a gyakorlatban a meditáló a különböző testrészek (köröm, haj, belső szervek, nedvek) tisztátlan mivolta fölött szemlélődik. Ezen kívül a szutta ajánlja a test múlandósága, illetve az omlásnak indult test különböző stádiumai fölötti meditációt is. Továbbá, ahogy (a szerzetes) meglát egy napos, két napos, három napos holttestet kihajítva a hullagyűjtő helyre, ami már felpuffadt, hamuszínű és oszlásban lévő, alkalmazza azt (a látványt) saját testére, így: ‘ez a test, is ilyen, ez a természete, ez a jövője, ez az elkerülhetetlen sorsa’ …"
A szöveg leírja a négy dhjána tudatállapotot, amelyeket mediótáció révén lehet elérni.
A szöveg végén felsorolásra kerül, hogy a gyakorló a szutta gyakorlásával milyen kedvező eredményeket tud elérni:
1. uralni a bosszúságot és az örömöt
2. uralni a félelmet és a rettegést
3. ellenállni az olyan testi érzéseknek, amik lehetnek akár fájdalmasak, hasítóak, szúróak, tüzesek, undorítóak, kellemetlenek vagy halálosak is.
4. elérni bármikor, gond és nehézség nélkül a négy dhjánát
5. sokféle természetfeletti képességgel rendelkezik (pl. vízen jár, keresztbe tett lábakkal repül, stb.)
6. természetfeletti hallóképesség
7. képes a gondolatolvasásra
8. képes visszaemlékezni korábbi életekre
9. természetfeletti látóképesség
10. A tudati szennyeződések (indulatok) megszüntetésével, a szennyeződésektől mentes tudatosság-kioltás és megkülönböztetés-kioltás állapotaiban tartózkodik, megismerve és megvalósítva ezeket magában azonnal, itt és most.

## A kínaiágamaváltozata
A kínai kánonban létezik egy a Szarvásztiváda iskolának tulajdonított szútra a Madhjama-ágamában, melynek címe A test tudatosságáról szóló szútra. Cö Fu Kuan (關則富) szerint a szövegben található gyakorlatok listája a következő:
1. "a négy testtartás, illetve az alvás és/vagy ébrenlét állapotának megértése"
2. "a napközbeni tevékenységek fölötti teljes éberség"
3. "a nem üdvös gondolatok teljes megszüntetése, amivel egyidőben üdvös dharma gondolatok kifejlesztése"
4. "a fogak erős összezárásával és a nyelv szájpadláshoz szorításával együtt, ellenállni egy tudatállapotnak egy másik tudatállapot segítségével"
5. "a légzés tudatossága"
6. "a testet átható elszigeteltségéből fakadó gyönyör és öröm (első dhjána)"
7. "a testet átható összpontosításból fakadó gyönyör és öröm (második dhjána)"
8. "a testet átjáró gyönyör hiányából fakadó öröm (harmadik dhjána)"
9. "a tiszta tudattal átjáratott test (negyedik dhjána)"
10. "fellép a fény kezdete, kifejlődik a fényes tudat"
11. "összeszedettség megalapozása"
12. "a test újbóli áttekintése különböző tisztátalanságokra való tekintettel"
13. "a test újbóli áttekintése a hat elemre vonatkozólag"
14. "a halott test különböző bomlási szintjeinek meditációs vizsgálata"

## Külső hivatkozások
- Pressing Lajos fordítása: Beszéd a test tudatosításáról az a-buddha-ujja.hu oldalán
- Fenyvesi Róbert fordítása: A testet átható éberségről szóló tanítóbeszéd az a-buddha-ujja.hu oldalán
- Kayagatasati Sutta a suttacentral.net oldalán (21 különböző nyelven, 3 angol verzió)
- Kayagatasati Sutta a Metta.lk oldalán angolul
- eredeti páli nyelven a Metta.lk oldalán
- Kayagata-sati Sutta az accesstoinsight.org oldalán Thánisszaró Bhikkhu fordítása).